# Winston Groom
Winston Groom (Washington, 23 marzo 1943 – Fairhope, 17 settembre 2020) è stato uno scrittore e giornalista statunitense, noto per essere l'autore del romanzo Forrest Gump.

## Biografia
Winston Groom nacque a Washington, ma crebbe a Mobile, in Alabama, dove frequentò la University Military School (oggi conosciuta come UMS-Wright Preparatory School). La sua ambizione originaria era quella di diventare avvocato come il padre, ma impegnatosi come redattore letterario al college, preferì continuare divenendo scrittore. Mentre frequentava l'università fu membro della fratellanza Occi FR e ufficiale di riserva dell'esercito.
Laureatosi nel 1965, servì nell'esercito americano dal 1965 al 1969, venendo per un periodo inviato a combattere nella guerra del Vietnam.
Groom è morto nel settembre del 2020.

## Opere
- Forrest Gump, Milano, Sonzogno, 1994. ISBN 88-454-0720-9
- Gumpismi, le meditazioni di un tonto, Milano, Sonzogno, 1994. ISBN 88-454-0741-1
- Gump & Co., Milano, Sonzogno, 1995. ISBN 88-454-0901-5

Tutte le opere di Groom sono state tradotte in italiano da Alessandra De Vizzi.